# Odorrana grahami
Odorrana grahami (лат.) — вид земноводных из семейства настоящих лягушек. Эндемик Юго-Восточной Азии: Вьетнам и Китай (провинции Сычуань, Юньнань, Гуйчжоу). Длина самцов до 76 мм, самок 92 мм. Встречаются в мелких водоёмах, ручьях в горных тропических лесах и кустарниках на высотах от 1150 до 3200 м. Вид O. grahami был впервые описан в 1917 году бельгийско-британским зоологом Джорджем Альбертом Буленджером (George Albert Boulenger; 1858—1937) под первоначальным названием Rana grahami Boulenger, 1917. Кожные секреты являются объектом биохимических исследований аинтимикробных пептидов.